# Bundesstraße 418
Die deutsche Bundesstraße 418 (Abkürzung: B 418) verläuft durch Rheinland-Pfalz. Sie führt von Echternacherbrück durch das Tal der Sauer, die hier die Grenze zum Großherzogtum Luxemburg bildet, nach Wasserbilligerbrück.
Seit dem Wegfall der Grenzkontrollen nutzen auch viele Deutsche bis zum Autobahnanschluss der Autoroute 1 (auf deutscher Seite A 64) statt der B 418 lieber die auf der luxemburgischen Seite verlaufende N 10, da diese die Sauerschleife bei Ralingen abschneidet.